# イスマーイール2世 (ナスル朝)
イスマーイール2世（アブル＝ワリード・イスマーイール・ブン・ユースフ, アラビア語: أبو الوليد إسماعيل بن يوسف, ラテン文字転写: Abuʿl-Walīd Ismāʿīl b. Yūsuf, 1339年10月4日 - 1360年6月24日もしくは7月13日）は、第9代のナスル朝グラナダ王国の君主である（在位：1359年8月23日 - 1360年6月24日もしくは7月13日）。
イスマーイールはユースフ1世の次男として生まれ、当初は母親のマルヤムの影響によって父親から寵愛を受けていた。1354年の父の暗殺後に異母兄のムハンマド5世が後継者となり、イスマーイールは新たなスルターンから与えられた邸宅で生活した。その後、1359年8月23日にマルヤムと義理の兄弟にあたるエル・ベルメホ（後のムハンマド6世）が企てたクーデターによってムハンマド5世が廃位され、イスマーイールがスルターンに即位した。しかしながら、イスマーイールはエル・ベルメホに実権を握られて対立するようになり、最終的にイスマーイールは即位から一年足らずでエル・ベルメホが再び起こしたクーデターによって廃位され、自身の大臣たちや弟のカイスとともに処刑された。

## 政治的な背景

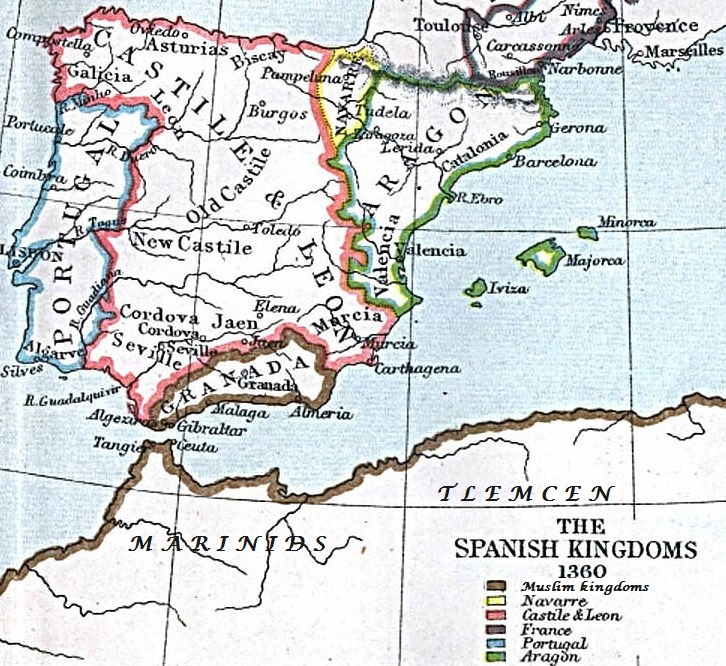
1360年時点のイベリア半島の勢力図。南部の茶色の部分がナスル朝。

ナスル朝は1230年代にムハンマド1世によって建国されたイベリア半島で最後のイスラーム国家であった。そして北に位置するキリスト教国のカスティーリャ王国と南のモロッコに位置するイスラーム教国のマリーン朝という二つの大きな隣国に挟まれていたにもかかわらず、外交と軍事的な戦略を組み合わせることによって独立を維持することに成功した。ナスル朝はいずれかの勢力に支配されることを避けるために、両者と断続的に同盟関係を結ぶか、時には武力に訴え、さもなければ両者が互いに戦うように仕向けていた。ナスル朝のスルターンはしばしばカスティーリャ王に忠誠を誓い、カスティーリャとって重要な収入源となっていた貢納金を支払った。カスティーリャの視点ではナスル朝の君主は国王の臣下であったが、その一方でイスラーム教徒は史料の中で決してそのような関係にあるとは説明しなかった。
ムハンマド4世（在位：1325年 - 1333年）はカスティーリャに対抗してマリーン朝と同盟を結び、その後継者でイスマーイールの父親であるユースフ1世（在位：1333年 - 1354年）も治世の初期にはこの外交政策を継続していた。しかし、1340年にサラード川の戦いで壊滅的な敗北を喫して以降、対立を起こすことを慎重に避け、自国の防衛に専念するようになった。1350年にはカスティーリャ、ナスル朝、およびマリーン朝が三国間の平和条約を結ぶことで合意した。

## 初期の経歴

イスマーイール2世と兄のムハンマド5世、および義理の兄弟にあたるムハンマド6世（エル・ベルメホ）を含むナスル朝の系図。

イスマーイール2世として知られるアブル＝ワリード・イスマーイール・ブン・ユースフは、1339年10月4日（ヒジュラ暦740年ラビー・アル＝アウワル月28日）に生まれた。ユースフ1世とその内妻であるマルヤムとの間に生まれたイスマーイールは父親の次男であり、マルヤムと同じく内妻であったブサイナとの間に生まれた長男のムハンマドより9か月遅く生まれた。イスマーイールには他にも弟のカイスに加えて妹のシャムスとザイナブという少なくとも3人のマルヤムを母親とする弟妹がいた。ブサイナの子供にはムハンマドの他に異母姉妹にあたるアーイシャがいた。マルヤムはブサイナよりもスルターンに対して影響力を持っていたとみられ、イスマーイールはユースフ1世のお気に入りの息子であった。ユースフ1世のハージブ（侍従）のアブー・ヌアイム・リドワーンはイスマーイールとその他の王子たちの教育に責任を負っていた。イスマーイールは以前はキリスト教徒であったリドワーンからいくらかのギリシア語を学んだ。ナスル朝には継承順位に関する規則が存在せず、ユースフ1世は当初イスマーイールを後継者に指名していたが、死の数日前に長男のムハンマドへ後継者を変更した。

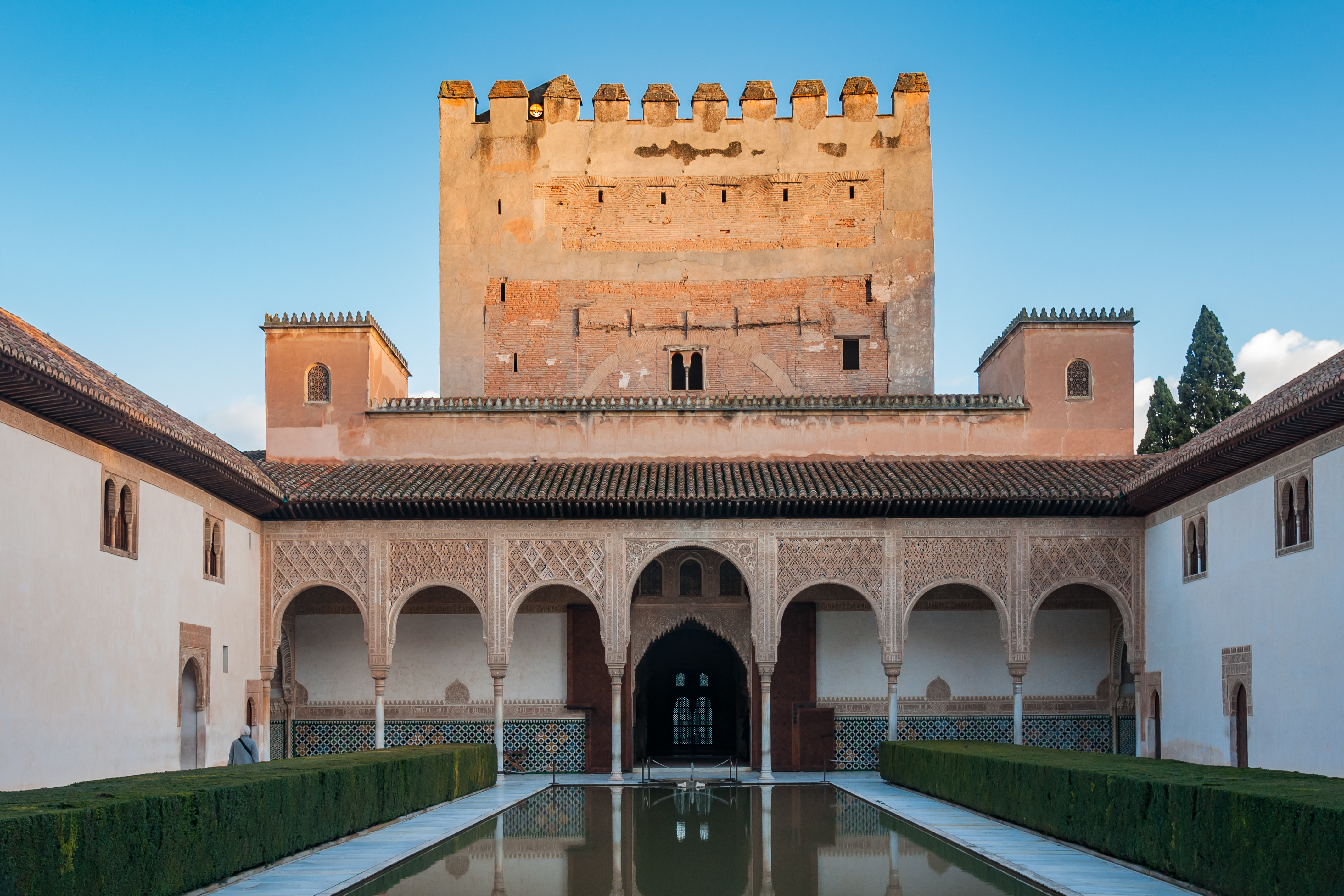
アルハンブラ宮殿の王宮の一つであるコマレス宮の中庭

ユースフ1世はイード・アル＝フィトルにあたる1354年10月19日にグラナダの大モスクにおいて礼拝の最中に暗殺された。ワズィール（宰相）のイブン・アル＝ハティーブは直ちにムハンマド（ムハンマド5世、在位：1354年 - 1359年, 1362年 - 1391年）を次のスルターンであると宣言し、マルヤムとイスマーイールを落胆させた。ムハンマド5世はまだ若かったため、依然としてムハンマド5世とイスマーイールを含む兄弟姉妹たちの後見を担っていたリドワーンが政府と軍隊を統制した。イスマーイールとマルヤム、そして全ての兄弟姉妹は、ナスル朝の王家の複合施設であるアルハンブラ宮殿内部のスルターンの宮殿から程近い、ムハンマド5世から与えられた邸宅で暮らした。移動は制限されていたものの、兄弟姉妹たちは快適に暮らし、品位と寛大さを持って扱われた。
ムハンマド5世はすべての隣国に対する和平政策を維持し、マリーン朝の君主のアブー・サーリム（在位：1359年 - 1361年）とカスティーリャの君主のペドロ1世（在位：1350年 - 1366年, 1367年 - 1369年）のいずれとも良好な関係を築いた。しかしながら、ナスル朝は1358年にペドロ1世とアラゴン王国のペーラ4世（在位：1336年 - 1387年）による二人のペドロの戦争に巻き込まれることになった。カスティーリャはナスル朝に対しカスティーリャの臣下として財政面と軍事面での貢献を要求し、ムハンマド5世は参戦を決断した。しかし、この決断は宮廷の多くの人々から怒りを買い、イスマーイールの登位を促す要因の一つとなった。

## 治世

ナスル朝の領土と主要都市の位置を表した地図

イスマーイールは母親のマルヤムが黒幕となって資金を提供し、再従兄弟にあたるエル・ベルメホ（スペイン語で「赤毛の者」を意味する）の呼び名でも知られるアブー・アブドゥッラー・ムハンマドが支援したクーデターによって1359年8月23日（ヒジュラ暦760年ラマダーン月28日）に即位した。エル・ベルメホは数年前にユースフ1世の娘の一人と結婚していたため、イスマーイールにとっては義理の兄弟でもあった。聖なる月であるラマダーン中の夜の闇に紛れて100人の男がアルハンブラ宮殿の城壁をよじ登り、衛兵たちを打ち倒した。襲撃者たちはハージブのリドワーンを殺害してその家を破壊し、リドワーンの豊富な資産を略奪した。ムハンマド5世は偶然にもアルハンブラ宮殿の外にいたが、宮殿の奪還には失敗し、東部の都市のグアディクスへ逃亡した。クーデターの共謀者たちはスルターンから与えられた邸宅にいたイスマーイールを見つけ出し、新しいスルターンとすることを宣言した。しかしながら、即座に大半の実権を握ったのはエル・ベルメホであり、エル・ベルメホは高位の王族としての慣例であるアラエス（arráez、王族の一員に用いられる敬称でカスティーリャのインファンテに類似する）の称号で呼ばれた。
ムハンマド5世の統治権はグアディクスでは認められ、都市に駐屯するアル＝グザート・アル＝ムジャーヒディーンの司令官であるアリー・ブン・バドル・ブン・ラッフがムハンマド5世を支援した。しかし、廃位されたスルターンは東部の港湾都市であるアルメリアからは忠誠を獲得することができず、同盟者であるカスティーリャのペドロ1世からの支援を確保することもできなかった。その後、マリーン朝のスルターンであるアブー・サーリムから亡命を受け入れる旨の申し出を受け、ムハンマド5世はイベリア半島から北アフリカへ向かうことになった。そして1359年10月28日か11月4日にワズィールのイブン・アル＝ハティーブ（イスマーイール2世が釈放を許していた）とカーティブ（書記官）のイブン・ザムラクを含む随行者とともに西方の港町であるマルベーリャからセウタへ出航し、セウタからマリーン朝の首都のフェズへ向かった。
イスマーイール2世は前任者に忠実であることが知れ渡っていたか疑われていたグラナダの高官たちの多くを更迭し、別の人物に入れ替えた。グラナダで最も著名な人物の一人であり、イスマーイール2世がムハンマド5世を支援していると疑っていたカーディー・アル＝ジャマー（カーディーの長官）のイブン・ジュザイーが更迭され、代わりにイブン・アル＝ハサン・アル＝ヌバーヒーが任命された。さらに、グラナダのアル＝グザート・アル＝ムジャーヒディーンの長官にイドリース・ブン・ウスマーン・ブン・アル＝ウラーが任命された。イドリースの前任者であるヤフヤー・ブン・ウマル・ブン・ラッフはムハンマド5世に忠実であり続け、200人の騎兵とともにカスティーリャへ逃れた。ヤフヤーは1361年に亡命中であったムハンマド5世の下に加わるまでコルドバで亡命生活を送った。

## 廃位と死

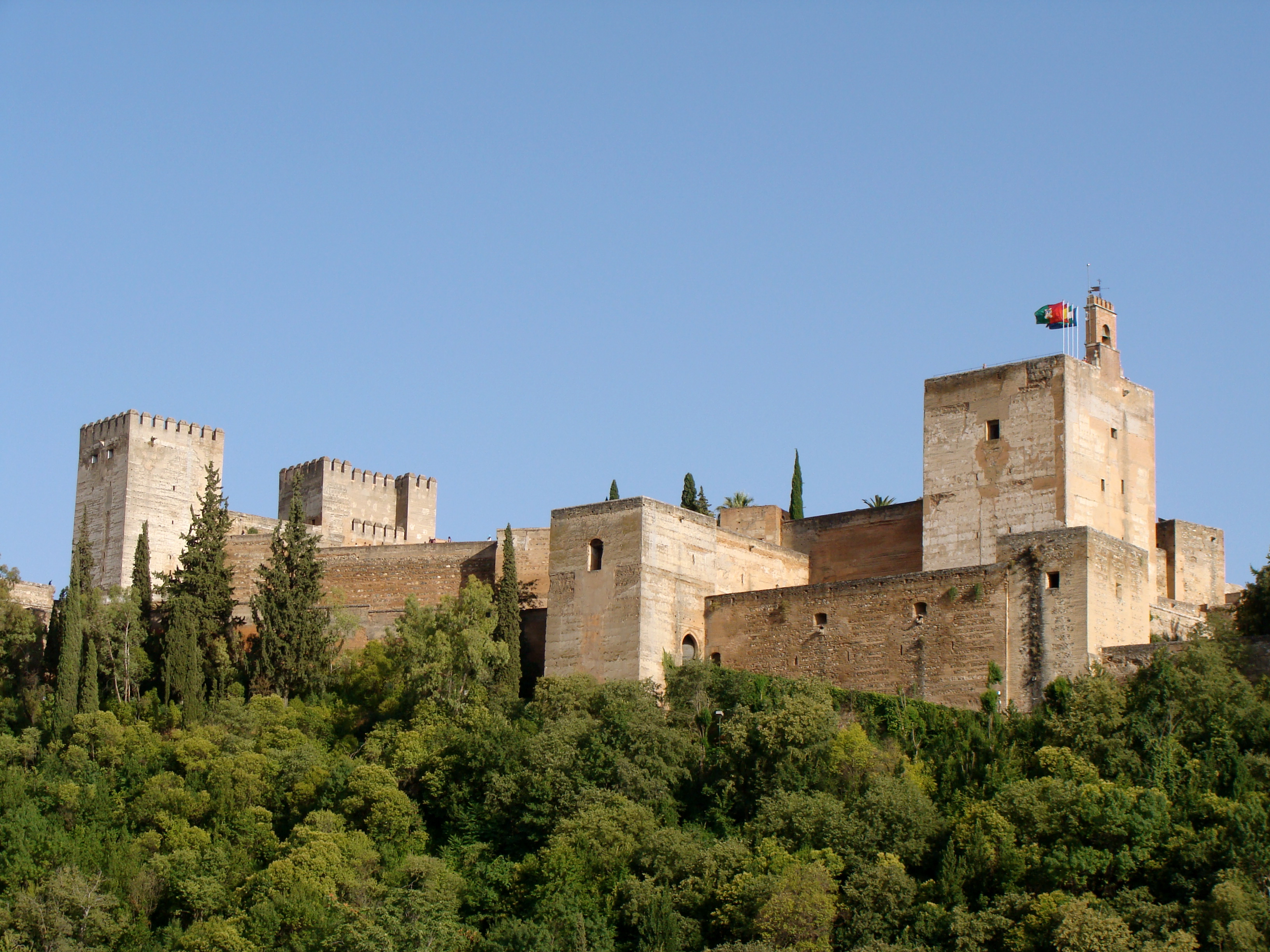
イスマーイール2世はエル・ベルメホの部下に包囲され、恐らくはアルハンブラ宮殿のアルカサバ（写真）の塔の一つに立て籠ったものの、降伏した後に処刑された。

ナスル朝において内戦が回避されたことで、イスマーイール2世は前任者が結んだアラゴンに対するカスティーリャとの同盟関係を更新した。これに対しアラゴンのペーラ4世は、アラゴンで軍務に就いていたナスル朝出身の騎士たちを送り返すことでイスマーイール2世の統治を不安定なものにしようとした。イブン・アル＝ハティーブは、自身の著作でこの時期のナスル朝に関する主要な史料の一つとなっている『アッ＝ラムハ・アル＝バドリーヤ』において、イスマーイール2世（イブン・アル＝ハティーブは「強奪者」を意味するアル＝ムタワッティブのあだ名で呼んでいる）を軟弱で怠惰で腰下まで伸ばした髪を絹で編んでいた女々しい統治者であり、人格的に何も優れたところがなかったと記している。歴史家のレオナード・パトリック・ハーヴェイは、このような否定的な描写はイブン・アル＝ハティーブがムハンマド5世に忠誠を誓っていたことからくる偏見の可能性があると指摘している。いずれにせよ、エル・ベルメホはイスマーイール2世が反抗し始める程にますます権力を固めていった。
結局、エル・ベルメホはイスマーイール2世が行動を起こす前に先手を打って1360年6月24日（ヒジュラ暦761年シャアバーン月8日）もしくは7月13日（シャアバーン月27日）の夜に二度目となるクーデターを起こし、イスマーイール2世を廃位するとともに自らスルターンとなった。イスマーイール2世はエル・ベルメホの配下の者たちに包囲され、グラナダの町を見下ろす塔（恐らくアルハンブラ宮殿のアルカサバ（城塞）の塔の一つ）に立て籠った。降伏を迫られたイスマーイール2世は隠遁生活に入ることを申し出たが、エル・ベルメホはイスマーイール2世を地下牢へ連行し、そこで処刑した。続いてまだ子供であったイスマーイール2世の弟のカイスを見つけ出すとカイスも処刑した。二人の遺体はぼろ布に覆われただけで公衆の面前に投げ捨てられた。イスマーイール2世の大臣たちも同様に処刑された。歴史家のフランシスコ・ビダル・カストロによれば、これらのエル・ベルメホの行動は、ムハンマド5世を廃位するためにイスマーイールが利用されたように、将来自分に対する宮廷の陰謀に両者が利用されるかもしれないという恐れが動機となっていた。翌日にイスマーイール2世とカイスの遺体は回収され、アルハンブラ宮殿の王室墓地（ラウダ）に父親のユースフ1世と並んで埋葬された。

## 影響
新たに即位したムハンマド6世（エル・ベルメホ）の治世は長くは続かなかった。1361年8月に北アフリカから帰還したムハンマド5世はロンダに対立政権を樹立し、1362年3月にムハンマド6世を権力の座から追放した。ムハンマド6世はムハンマド5世の同盟者であるペドロ1世の下へ服従の申し出とともに身を寄せたが、ペドロ1世は廃位されたスルターンの亡命を拒否し、1362年4月25日にセビーリャで自らムハンマド6世を処刑した。その後、ムハンマド5世は1391年1月16日に自然死するまでナスル朝を統治し続けた。ムハンマド5世の比較的長い治世は、以前のユースフ1世の治世とともにナスル朝の全盛期であったと考えられている。